# W87

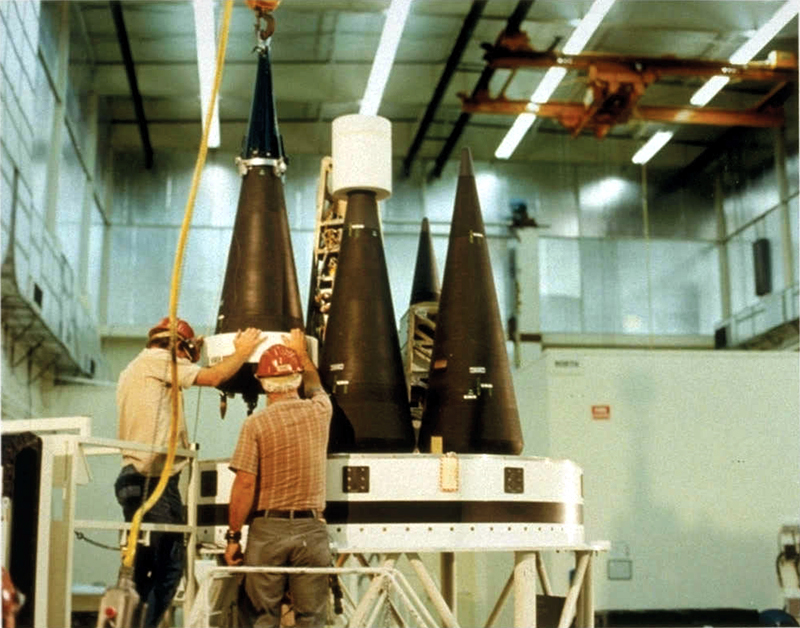
Le véhicule de rentrée Mark 21 installé dans le LGM-118A Peacekeeper contient des ogives W87.

La W87 est une ogive thermonucléaire américaine conçue pour être embarquée dans les ICBM LGM-118A Peacekeeper. 

## Historique
Un total de 540 W87 a été fabriqué. De 1986 à 2005, 50 ont été déployées. Depuis 2007, 200 ogives W87 sont réusinées pour être embarquées dans les missiles Minuteman III, chacun contenant une seule ogive. Plus de 320 des ogives restantes sont stockées en 2018.

## Description

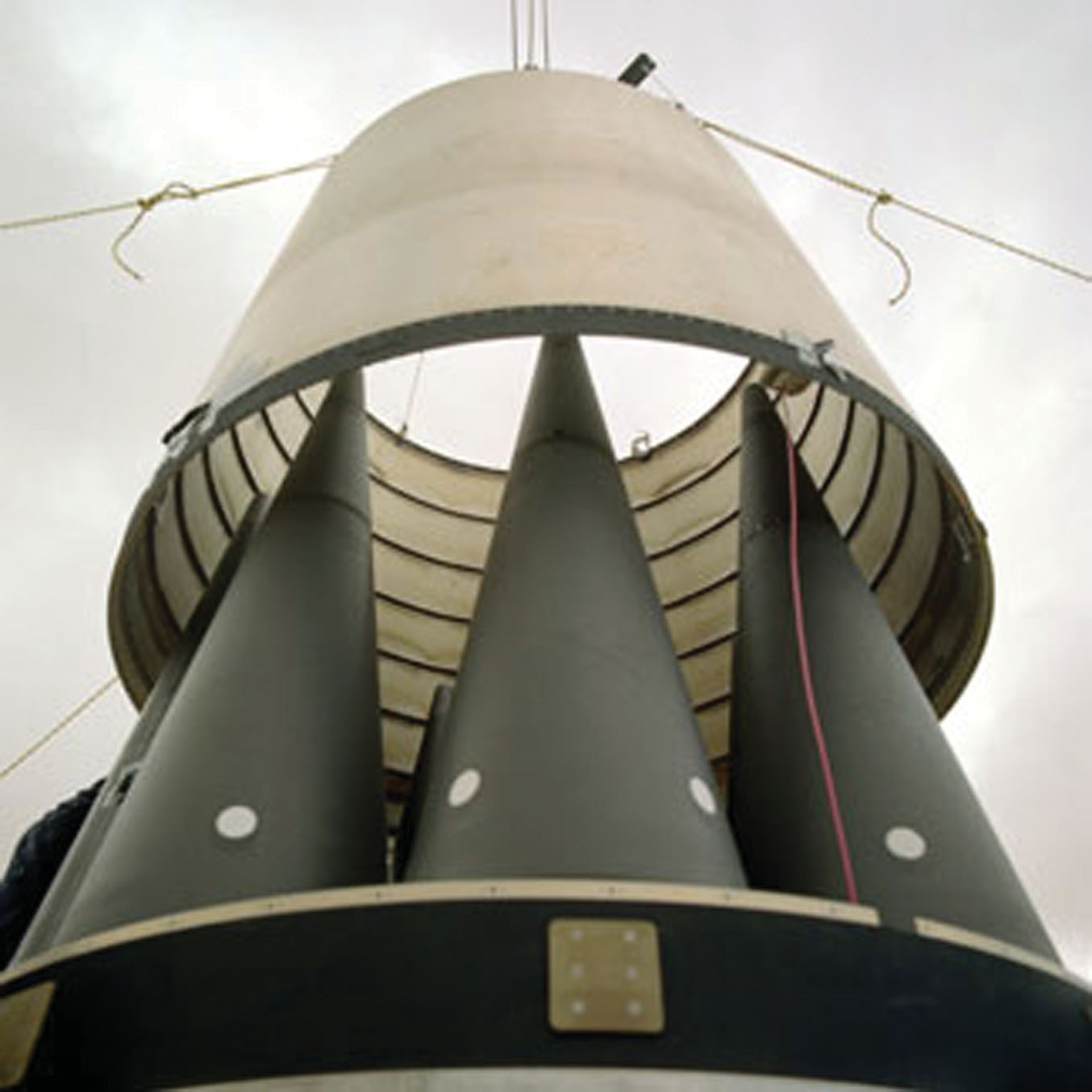
Ogives W87 montées dans la tête d'un ICBM

La conception de la W87 a débuté en février 1982 au Laboratoire national de Lawrence Livermore et sa fabrication a débuté en juillet 1986 pour se terminer en décembre 1988. Sa conception est supposément semblable à celui de la W88, mais elle a été conçue au Laboratoire national de Los Alamos. Les bombes W87 ont été réusinées pour prolonger leur durée de vie dans le cadre du programme Life Extension Program dirigé par le National Nuclear Security Administration.
Sa conception inclut tous les systèmes de sécurité modernes, telle l'utilisation d'explosif insensible aux chocs et au feu (par exemple, le LX-17 et le PBX-9502), un mécanisme de mise à feu moderne et un système de contrôle de mise à feu qui fait appel aux dernières technologies.
Selon des documents officiels, la W87 peut produire une explosion de 300 kilotonnes, mais sa capacité peut être portée à 475 kilotonnes, probablement en ayant recours à plus d'uranium enrichi dans l'enveloppe du dispositif utilisé pour réaliser la seconde phase de la fusion nucléaire. Officiellement, personne ne sait si cette augmentation a été testée, ni si elle a été prévue lors de sa conception.
Les dimensions exactes de la W87 sont inconnues, mais elle entre dans le véhicule de rentrée Mark-21, un cône ayant un diamètre à la base de 55 cm et une hauteur de 175 cm. Certains spéculent que le Mark-21 peut emporter un objet pesant entre 200 et 270 kg.
En plus de la possibilité d'augmenter sa capacité explosive mentionnée plus haut, une variante nommée W87-1 a été mise à l'étude à partir de novembre 1988. Cette variante était prévue pour le missile MGM-134A Midgetman, un petit ICBM, et devait produire une détonation de 475 kilotonnes. Le missile Midgetman et la W87-1 ont été annulés en janvier 1992.